# Masakra na uniwersytecie w Fullerton
Masakra na uniwersytecie w Fullerton – strzelanina w szkole, do której doszło 12 lipca 1976 na uniwersytecie w Fullerton w Kalifornii w Stanach Zjednoczonych. Sprawca, 37-letni pracownik uniwersytetu Edward Charles Allaway, ostrzelał w bibliotece uniwersyteckiej i w pomieszczeniu roboczym swoich współpracowników, zabijając siedmiu z nich i ranił dwóch innych. 
Allaway po strzelaninie uciekł do miejscowego hotelu, ale później zatelefonował na policję, która przybyła pod hotel i go aresztowała. Przed sądem twierdził, że jego koledzy z pracy zmuszali jego żonę, żeby grała w filmach pornograficznych. Rok po masakrze jej sprawca został uznany za niepoczytalnego i został skierowany do szpitala psychiatrycznego Patton State Hospital, a w 2016 roku został przeniesiony do innego szpitala o nazwie Napa State Hospital.